# Notre-Dame-des-Landes
Notre-Dame-des-Landes è un comune francese di 1 961 abitanti situato nel dipartimento della Loira Atlantica nella regione dei Paesi della Loira.

## Società

### Evoluzione demografica
Abitanti censiti